# Первомайський (Іскітимський район)
Первомайський (рос. Первомайский) — селище в Іскітимському районі Новосибірської області Російської Федерації.
Входить до складу муніципального утворення Улибинська сільрада. Населення становить 365 осіб (2010).

## Історія
Згідно із законом від 2 червня 2004 року органом місцевого самоврядування є Улибинська сільрада.

## Населення
| 2002 | 2007 | 2010 |
| ---- | ---- | ---- |
| 334  | ↗404 | ↘365 |